# Richard Brydges Beechey

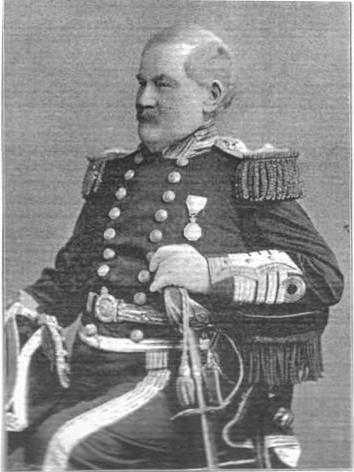
Admiral Richard Brydges Beechey, um 1885

Richard Brydges Beechey (* 17. Mai 1808 in London; † 14. März 1895 in Southsea, Hampshire) war ein britischer Maler und Offizier der Royal Navy.

## Leben
Beechey war Sohn des englischen Hof- und Porträtmalers Sir Henry William Beechy (1753–1839) aus dessen zweiter Ehe mit der Miniaturenmalerin Anne Phyllis Jessop (1764–1833), die in der Royal Academy of Arts Ausstellungen machte. Im Alter von 13 Jahren trat er 1821 in das Royal Naval College in Portsmouth ein und begann eine Offiziersausbildung bei der Royal Navy. Seine künstlerische Ausbildung wurde von seinem Vater gefördert, wesentlich trug jedoch zu seinem Können die Ausbildung bei der Marine in Zeichnen und Aquarellieren (zur Vervollkommnung der Darstellungen bei Kartierungen) bei. Ab 1825 fuhr Beechey als Midshipman an Bord der HMS Blossom, die unter dem Kommando seines älteren Halbbruders Frederick William Beechey stand, drei Jahre lang rund um den Pazifik. Zweck der Reise war es, John Franklin, der die Nordküste Alaskas von der Mündung des Mackenzie River kommend mit Booten erkundete, und William Edward Parry, der versuchte die Nordwestpassage mit HMS Hecla und HMS Fury zu befahren, bei Chamisso Island im Kotzebue-Sund zu erwarten. Als weder Parry, noch Franklin eintrafen, fuhr die Blossom ihnen bis Icy Cape entgegen. Obwohl es auch hier zu keinem Zusammentreffen kam, war die Expedition durch ihre Ausbeute an botanischen und anderen Erkenntnissen ein großer Erfolg.
Im September 1828 wurde er zum Lieutenant befördert. In der Folgezeit war er zunächst vorwiegend im Mittelmeer eingesetzt. 1835 wurde er nach Irland beordert und blieb für den Rest seiner Marinekarriere mit der Aufgabe befasst, für die Royal Navy die westliche und südliche Küste Irlands zu kartieren. Im März 1846 wurde er zum Commander und im Januar 1857 zum Captain befördert. 1857 wurde er schließlich unter Halbsold vom aktiven Marinedienst freigestellt und 1864 schied er aus dem Dienst der Royal Navy aus. Im Ruhestand wurde er gleichwohl weiter befördert, nämlich 1875 zum Rear-Admiral, 1879 zum Vice-Admiral und zuletzt 1885 zum Admiral.
Am 12. Dezember 1837 heiratete er in Benowen im irischen County Westmeath Friedeswide Maria Moore Smyth (1819–1885), Tochter des Robert Smyth, Gutsherr von Portlick Castle bei Athlone im County Westmeath. Das Paar hatte in der Folge drei Töchter und zwei Söhne. Er ließ sich mit seiner Gattin in Monkstown im County Dublin und später in Dublin nieder. Gegen Ende seines Lebens zog Beechy nach Southsea bei Portsmouth in Hampshire im Süden Englands. Nach dem Tod seiner ersten Frau heiratete er 1888 in zweiter Ehe Frances Annesley Stewart (1865–1910), Tochter des Annesley Stewart aus Dublin. Diese Ehe blieb kinderlos.
Weitere bekannte Namen unter Beecheys Geschwistern waren der Porträtmaler und Ägyptologe Henry William Beechey (1788–1862) und der Porträtmaler George Duncan Beechey (1798–1852) sowie der Geistliche Saint Vincent Beechey (1806–1899).

## Werke (Auswahl)

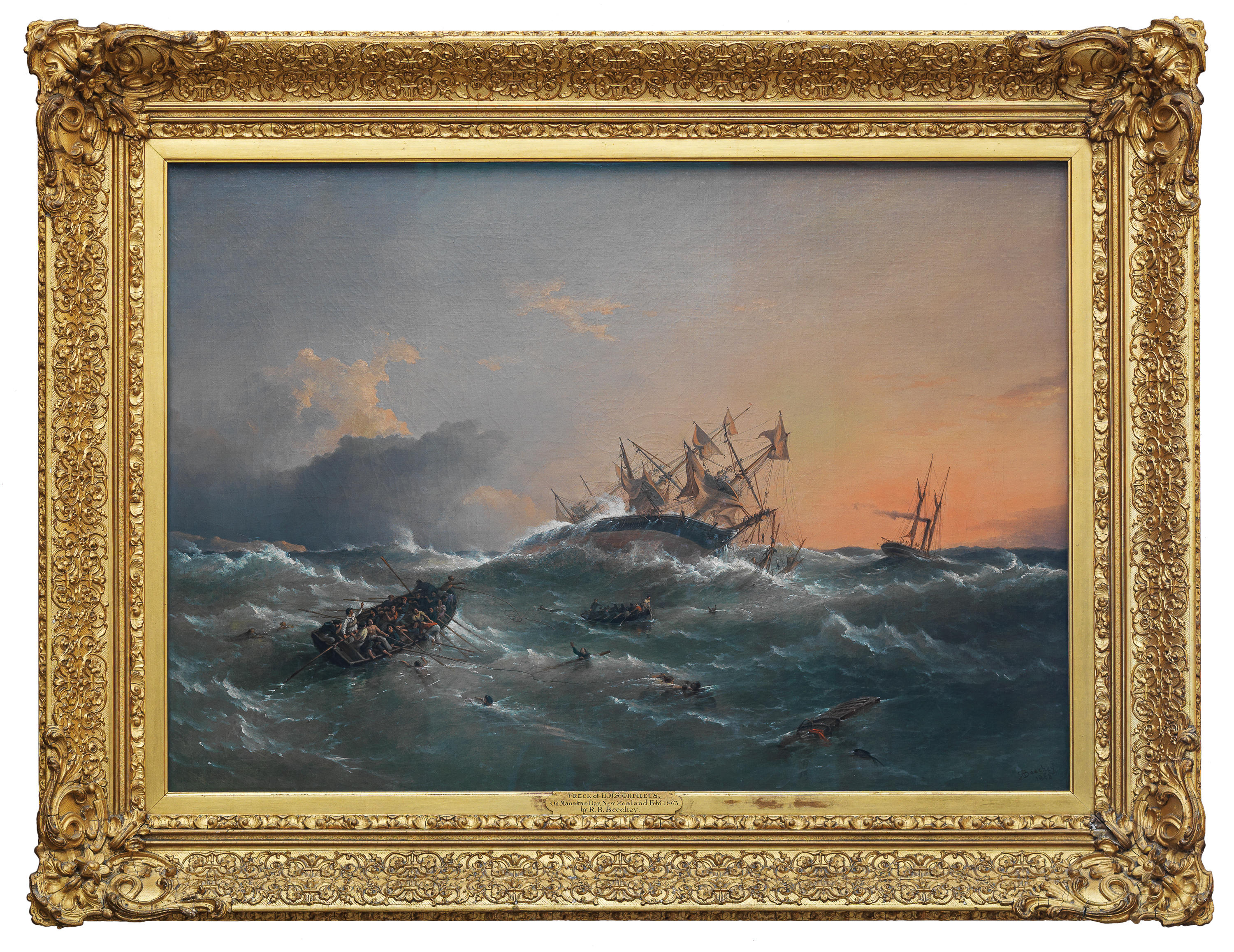
HMS Orpheus, Gemälde 1863

Von 1832 bis 1877 stellte Beechey regelmäßig in der Royal Academy in London aus, ebenso in der British Institution for Promoting the Fine Arts in the United Kingdom und der Royal Society of British Artists. Seine Seebilder und Schiffsgemälde zeigte er jahrelang in der Royal Hibernian Academy, deren Ehrenmitglied er 1868 wurde.
Seine Werke werden unter anderem in den folgenden Museen gezeigt:
- National Maritime Museum, Greenwich, London:
  - HMS Erebus Passing through the Chain of Bergs, 1842, Öl auf Leinwand, 78,8 cm × 111,8 cm
  - First Come, First Served. A Pilot Cutter Racing to a Ship, 1873, Öl auf Leinwand, 92,5 cm × 138,5 cm

- New Zealand National Maritime Museum, Auckland, New Zealand
  - HMS Orpheus, 1863, Öl auf Leinwand

- National Maritime Museum of Ireland, Dún Laoghaire, Irland
  - Kingstown Harbour, Öl auf Leinwand

Weitere bekannte Gemälde sind:
- HMS Asia Taking in the Sails (HMS Asia beim Einholen der Segel), Öl auf Leinwand, 76,2 cm × 64,1 cm, Privatsammlung.
- The Battle of Cape St. Vincent (Seeschlacht bei Kap St. Vincent (1797)), welches von Beechey 1881 auf Leinwand gemalt wurde.
- Lighthouses at Eddystone (Die Leuchttürme von Eddystone). Das Gemälde aus dem Jahre 1882 zeigt den alten Turm und den im gleichen Jahr in Betrieb genommenen neuen Leuchtturm.